# Montmagny (Vaud)
Montmagny es una localidad y antigua comuna suiza del cantón de Vaud, situada en el distrito de Broye-Vully. Limita al norte con la comuna de Cudrefin, al este con Bellerive y Constantine, al sureste con Avenches, al suroeste con Villars-le-Grand y al oeste con Chabrey.
Desde el 1 de julio de 2011 entró en vigor la fusión de la comuna con las comunas de Bellerive, Chabrey, Constantine, Mur, Vallamand y Villars-le-Grand en la nueva comuna de Vully-les-Lacs.